# در زمانه پروانه‌ها
در زمانهٔ پروانه‌ها (In the Time of the Butterflies) رمانی تاریخی به قلم خولیا آلوارز، شاعر و نویسنده آمریکایی دومینیکن تبار است که در سال ۱۹۹۴ منتشر شد. داستان کتاب دربارهٔ خواهران میرابال (پاتریا، دِدِه، مینروا، ماریا تِرِسا) است که نام انقلابی‌شان «پروانه‌ها» (به اسپانیایی Las Mariposas) بود و علیه حکومت دیکتاتوری رافائل تروخیو در جمهوری دومینیکن به مبارزه برخاسته بودند. در زمانهٔ پروانه‌ها برگزیدهٔ کتاب برتر سال ۲۰۰۴ «یک کتاب یک شیکاگو» است. در سال ۱۹۹۴ نیز این کتاب نامزد جایزهٔ ملی حلقهٔ منتقدین کتاب شده بود.

## خلاصهٔ داستان
داستان دربارهٔ خواهران میرابال در دوران دیکتاتوری رافائل تروخیو در جمهوری دومینیکن است. یکی از خواهرها، مینروا، در دوران مدرسه با دختری به نام سینیتا آشنا می‌شود که بعداً به یکی از بهترین دوستانش تبدیل شد. سینیتا سرانجام حقیقت را دربارهٔ تروخیو به مینروا می‌گوید، اینکه رهبر «باشکوه» شان قاتل است. خواهران با خود عهد می‌کنند که وارد عرصهٔ سیاست شوند و رژیم تروخیو را براندازند.

## اقتباس سینمایی
در سال ۲۰۰۱، فیلم در زمانه پروانه‌ها به کارگردانی ماریانو باروسو بر اساس این رمان ساخته شده‌است. در این فیلم سلما هایک نقش مینروا و ادوارد جیمز آلموس نقش رافائل تروخیو را بازی می‌کنند.

## ترجمهٔ فارسی
برگردان فارسی رمان در زمانهٔ پروانه‌ها با ترجمهٔ حسن مرتضوی و به همت نشر خوب به انتشار رسیده‌است. نسخهٔ فارسی این کتاب ۴۱۷ صفحه دارد و در تیرماه ۱۴۰۰ به‌عنوان کتاب ماه وب‌سایت وینش برگزیده شده‌است.